# Клечевце
Кле́чевце (мак. Клечевце) — село у Північній Македонії, входить до складу общини Куманово Північно-Східного регіону. До 2007 року було центром общини Клечевце.
Населення — 573 особи (перепис 2002) в 199 господарствах.